# 可怖號驅逐艦
可怖号大型驱逐舰（法文：FFNF Le Terrible，舷號：4/X103/D611），所屬第三、四共和、維琪與自由法國海軍，是法国海军在1930年代建造的6艘空想级大型驱逐舰（法文：contre-torpilleur）之一，按建造工程编号为4号舰。

## 服役歷程

### 投降之前

英軍襲擊港口的地圖，在史特拉斯堡號旁出港的艦艇為可怖號

本舰在1931年6月20日于卡昂的卡昂造船廠动工建设，1935年4月15日正式入役，之後與姊妹艦大膽號與空想號共同編入第10輕型師，另外三艘惡毒號、不屈號和凱旋號則加入第8輕型師，整級則共同分發到位在布雷斯特的第二輕型中隊(2eme Escadre légère)。
1936年5月，時任法國總統阿爾貝·勒布倫為海軍學院的新大樓揭幕，並順路視察海軍， 空想級除凱旋號以外（當時凱旋號尚未服役），都在視察的範圍內。1937年1月15日至2月26日，第2輕型中隊向南巡航至法屬西非的科納克里。5月27日，海軍部長阿爾方斯·加斯尼爾-杜帕克視察這支中隊，包括空想全級。
随后在1939年9月波蘭戰役爆发时，所有空想级大型驱逐舰全部被编入法国海军突袭舰队（Force de Raid），主要任务对抗德国海军，狩猎其破交艦隊与走私艦。很快，該艦隊接到一項任務，內容是隨隊伍(第10輕型師)前往法屬西非的達喀爾停泊，並與英軍的競技神號航空母艦進行2、3個月的德艦搜索。12月返回法國本土，期間擔任敦刻爾克級史特拉斯堡號戰艦和阿爾及利亞號重巡洋艦的護航艦艇，並與其回到法國本土。12月偕同凱旋號等4艘驅逐艦一同護送敦克爾克號戰列艦將黃金運送到加拿大。1940年4月底，再度跟隨隊伍出航，此次是駐防法屬阿爾及利亞的凱比爾港，目的是以免義大利加入二戰。6月義大利向法國宣戰後，她們為己國巡洋艦護航，並進行獵殺義大利艦艇的任務，但是失敗，6月第二次贡比涅停战协定簽署，法國投降。

### 投降之後

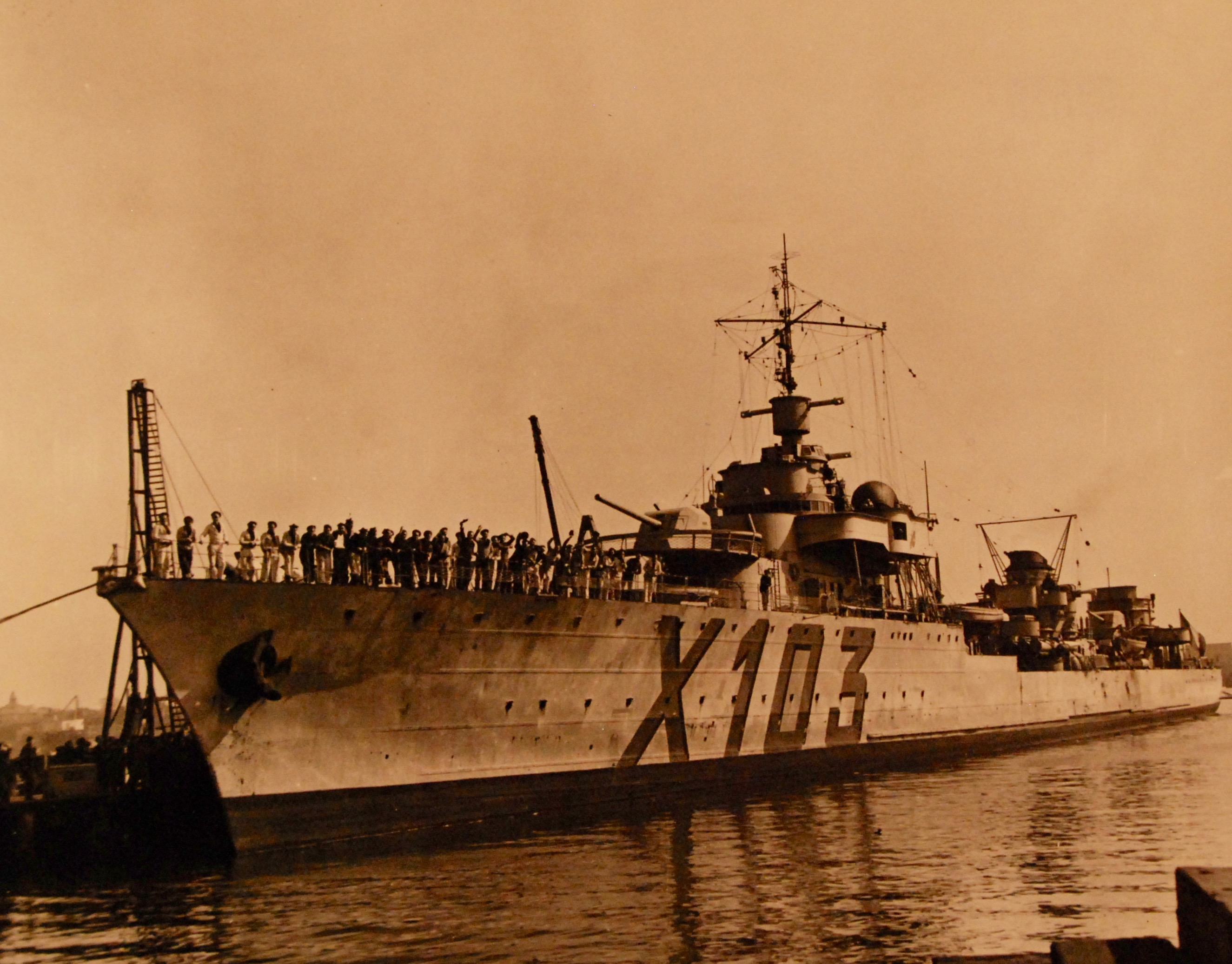
改造後的可怖號

法國投降後，緊接而來的是1940年7月的以胡德號為首的英軍襲擊凱比爾港，前文有提及可怖號當時駐防在阿爾及利亞，所以她也在現場，但並非主要目標，所以受損較小。因為她航速極快，所以護送從事件中逃出來的史特拉斯堡號高速戰艦前往土倫，途中不巧撞見英軍驅逐艦，但對方航速大多不高（35-37節左右），所以輕鬆溜過。9月，重編為公海艦隊。之後她便開始整修，直到當年聖誕節。1941年初，可怖號移送至法屬西非的達喀爾港，主因是同級的大膽號早在九月的戰役中受損，要去接替其位。次要因素是，聽到法屬西非公告會效忠自由法國，所以當時屬於維琪法國的她要去該地以控制當地聲量。同年年末返回土倫，進行大修，6月回到達喀爾港，恰好躲過半年後發生的悲劇。

### 編入盟軍
1942年11月盟軍發起火炬行動後，法屬西非加入盟軍，她與首艦空想號也順勢加入該軍隊，並前往法屬摩洛哥的卡薩布蘭卡，並開始改裝直到1943年1月，主要是將輕型防空炮給去除。之後於2月抵達美國波士頓並執行現代化改裝，為了進行接下來的防空加強，可怖號剛美國即拆除一座三聯裝魚雷發射管。此次防空加強，先是安裝1座四联装波佛斯40公釐高射砲於尾部，再來是兩座双联装40毫米博福斯机炮置於尾部煙囪前，最後是八門厄利孔20毫米机炮，四門在艦橋兩側，四門在尾部。此外，她還安裝了新雷達：SA预警雷达與SF水面搜索雷达。至於動力，將一些鍋爐給水的水箱替換成為重油，以提高她的航程。改裝持續到5月22日，增重約400噸。改裝後重編為輕巡洋艦，並加入第10輕型師被重新整編為第10輕巡洋艦師（Light Cruiser Division )。

### 回到戰場
1943年7月，可怖號訪問剛回到法國手中的法屬西印度群島。月底，從馬提尼克出發前往法屬阿爾及利亞的阿爾及爾，於8月15日抵達。20到21日，與空想號前往義大利的斯卡萊阿附近水域搜索艦艇，途中遭遇魚雷快艇，21-22日轉往那不勒斯進行一樣的工作。之後她倆在9月9日雪崩行動期間為英國的H艦隊護航。當納粹在隔日從科西嘉島上撤軍時，盟軍順勢登陸。9月13、14日，協助500名盟軍在阿雅克肖登陸，並運送61噸重的物資。之後去瓦赫蘭維護引擎，修到28日，之後於10月17日與空想號離開該地前往葡萄牙，與黎胥留號戰列艦會合，並護送她去凱比爾港停泊，此時阿爾及利亞回到法國的控制之中。之後就偶爾與英軍一同出航，但都未成功搜索到德軍艦艇。
1944年2月，與空想號再度出航，前往亞德里亞海尋找德艦，3月達成任務並回航進行整修。之後她們前往埃及的亞歷山大港，4月，在克里特島以南的愛琴海水域進行巡邏，但無功而返，所以在六月被調回亞德里亞海，一下子便找到敵軍油輪。8月，與姊妹艦惡毒號等艦艇在龍騎兵行動期間為盟軍提供砲火支援，以協助其於普羅旺斯搶灘登陸。10月1日，與空想號一同護航黎胥留號前往土倫港。
1944年12月，一夜，可怖號與姊妹艦惡毒號進行小型演習，推測是操作失誤，她倆不慎撞在一起，後者的艦首應聲斷裂。此次事故共造成70餘人死亡，惡毒就此大修前往法属突尼斯的比塞大，持續到戰爭結束，最後是將早已在該港口沉沒的姊妹艦不屈號的艦首拆下來，安在惡毒號的艦首上，這樣維修方才結束。可怖號同樣是嚴重受損，她的船底撞出4個大洞，受損長度達27公尺，並影響到動力輸出，她也同樣維修到戰爭結束(1946年)。

### 戰爭之後

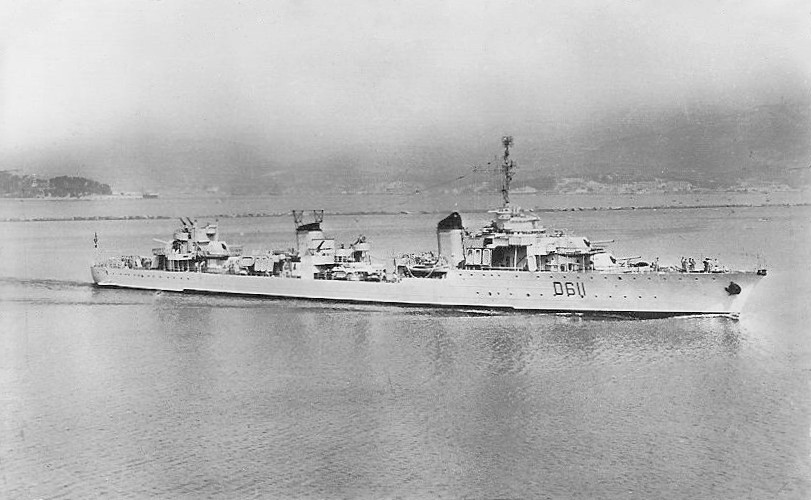
戰後的可怖號

1946年4月26日，偕同修復完成的惡毒號回到土倫港，並於五月前往北歐參與外交行程。1947年，所屬的第10輕巡洋艦師與第4巡洋艦師合併為巡洋艦大隊，由於當年的海軍人數吃緊，縱使空想級有四艘艦艇撐到戰後，軍隊人數也只能使其中的兩艘艦艇正常運作，幸運地，可怖號與惡毒號正是能正常運作的兩艘。之後於1948年7月12日退役，於1949年4月27日被轉移到比塞大，並於1950年3月15日在那裡轉為儲備役。所有空想級艦艇皆於1951年7月1日重新歸類為1級護航驅逐艦（destroyer-escorteurs de 1re classe），然後1953年重編為快速護航艦 ( escorteur rapide ) 。1952年5月1日至1953年4月上旬，可怖號被改裝為法國輕航貝勒森林號或蘭利號的護航艦，並於5月至6月巡航到東地中海，六月下旬護航蘭利號，1954年2月至8月改為護航貝勒森林號，同年9月到 1955 年 2 月她又護航蘭利號，隨後護航阿羅芒什號直到當年8月。結束護航後，可怖號於8月28日抵達布雷斯特——剛服役時的母港，並於當年9月1日二度退役，並被用作當地海軍學院的固定訓練艦。她於1956年12月1日被列入特別預備役，1962 年 6 月 29 日從海軍名單上除名，最後於1963年報廢並拆解。

### 世界紀錄
可怖號這一生還創下一個世界紀錄，其為「现任煤炭動力軍艦最快航速纪录的保持者」(45.02節，自二戰起至今無人能破) 。

## 資料來源
- Chesneau, Roger (编). . Greenwich, UK: Conway Maritime Press. 1980. ISBN 0-85177-146-7.
- Jordan, John & Dumas, Robert. . Barnsley, UK: Seaforth Punblishing. 2009. ISBN 978-1-84832-034-5.
- Jordan, John & Moulin, Jean. . Barnsley, UK: Seaforth Publishing. 2013. ISBN 978-1-84832-133-5.
- Jordan, John & Moulin, Jean. . Barnsley, UK: Seaforth Publishing. 2015. ISBN 978-1-84832-198-4.
- Rohwer, Jürgen.  Third Revised. Annapolis, Maryland: Naval Institute Press. 2005. ISBN 1-59114-119-2.
- Whitley, M. J. . Annapolis, Maryland: Naval Institute Press. 1988. ISBN 0-87021-326-1.